# فيوريلا ماري
فيوريلا ماري (بالإيطالية: Fiorella Mari)‏ هي ممثلة إيطالية، ولدت في 21 يونيو 1928 بساو باولو في البرازيل.

## وصلات خارجية
- فيوريلا ماري على موقع IMDb (الإنجليزية)
- فيوريلا ماري على موقع قاعدة بيانات الفيلم (الإنجليزية)